# 문경 봉암사 정진대사탑
문경 봉암사 정진대사탑(聞慶 鳳巖寺 靜眞大師塔)은 대한민국 경상북도 문경시, 봉암사에 있는 고려시대의 승탑이다. 1963년 1월 21일 대한민국의 보물 제171호로 지정되었다.

## 개요
봉암사에 있는 정진대사 긍양의 사리탑으로, 경내에서 벗어나 사찰 입구 북쪽 산중턱 가까이 자리하고 있어 경승지를 택해 조성하였음을 알 수 있다. 정진대사(878∼956)는 통일신라 효공왕 원년(897)에 개초사에서 수도한 후, 효공왕 3년(899)에 당에 다녀왔다가 경애왕 원년(924)에 귀속하여, 백암사를 거쳐 봉암사에 와서 이 절을 크게 번영시켰다. 각 부분이 8각을 이루고 있는 이 탑은 탑신(塔身)을 받치는 기단(基壇) 곳곳에 꽃무늬조각과 구름·용·연꽃무늬 등의 불교 세계를 상징하는 각종 장식을 화려하게 두었다. 탑신의 높직한 8각 몸돌은 면마다 모서리에 기둥조각이 있고, 앞쪽면에 자물쇠 모양의 조각이 있을 뿐, 다른 7면은 조각이 없다. 지붕돌은 지나치게 두꺼워 둔중한 느낌을 주며, 꼭대기에는 연꽃 모양의 머리장식만이 남아 있다. 고려 광종 16년(965)에 세워진 탑으로, 양식상 절 안에 남아있는 문경 봉암사 지증대사탑을 모방하고 있으나 기본구성과 비례감, 조각수법 등이 다소 떨어진다.

## 같이 보기
- 봉암사
- 문경 봉암사 정진대사탑비

## 참고 자료
- 문경 봉암사 정진대사탑 - 국가유산청 국가유산포털